# Bobby Graham (musicien)
Pour les articles homonymes, voir Bobby Graham.
Bobby Graham est un batteur britannique né le 11 mars 1940 à Edmonton et mort le 14 septembre 2009 à Welwyn Garden City, dans le Hertfordshire. Comme musicien de studio, il est supposé avoir joué sur plus de 15 000 enregistrements. Le producteur Shel Talmy a dit de lui qu'il était « le plus grand batteur que le Royaume-Uni ait jamais produit ».

## Biographie
Robert Francis Neate est né le 11 mars 1940 à Edmonton, dans le nord de Londres. Passionné de musique dès son plus jeune âge, il prend des leçons de batterie auprès du musicien de jazz Ronnie Verrell (en), qui a notamment joué dans l'orchestre de Ted Heath. Au début des années 1960, il devient membre du groupe de rock instrumental The Outlaws (en), qui accompagne le chanteur Mike Berry (en) sur plusieurs singles à succès produits par Joe Meek. Il quitte rapidement les Outlaws et passe dans les rangs des Bruvvers, le groupe d'accompagnement de Joe Brown, puis des Wildcats de Marty Wilde. En 1962, Brian Epstein lui aurait proposé de remplacer Pete Best au sein des Beatles, mais Graham aurait préférer continuer à travailler avec Joe Brown que rejoindre un groupe encore inconnu.
À partir de 1963, Bobby Graham décide de se consacrer au travail en studio. Il devient l'un des musiciens de session les plus courus du Royaume-Uni, aux côtés des guitaristes Big Jim Sullivan, Jimmy Page et Vic Flick. Il joue sur de nombreux singles à succès des Kinks (You Really Got Me), The Dave Clark Five (Glad All Over), Petula Clark (Downtown), Tom Jones (Green, Green Grass of Home), The Animals (We Gotta Get out of This Place), Them (Here Comes the Night) ou Dusty Springfield (I Only Want to Be with You). Quelques 45 tours paraissent sous son nom sur le label Fontana. Il s'essaie également à la production en travaillant sur les deux premiers albums des Pretty Things.
Bobby Graham travaille également pour les disques Barclay, en tant que musicien de session, sur des enregistrements de Johnny Hallyday, Sylvie Vartan, Françoise Hardy ou Michel Polnareff, entre autres, mais aussi comme producteur de musiciens anglais à destination du marché français pour les Disques Barclay. En 1965, il dirige un groupe, composé d'autres musiciens de studio, baptisé le London All Star, pour accompagner Eddy Mitchell. A l'initiative d'Eddy Barclay, ils enregistrent ensemble un album intitulé British Percussion, sur lequel Graham et Page co-signent trois compositions.
À partir de 1967, il s'installe aux Pays-Bas et travaille pour la branche néerlandaise d'EMI afin de produire des artistes locaux pour le marché international. Il est contraint de rentrer au bout de quatre années en raison de sa consommation d'alcool excessive. De 1973 à 1975, il produit des morceaux pour des labels chrétiens. Puis il ouvre un magasin de disques de collection dans sa ville natale d'Edmonton. Il crée ensuite son propre groupe, The Jazz Experience, populaire dans le Hertfordshire.
Il se tourne par la suite vers la réalisation de films pour des entreprises et des particuliers. Son autobiographie, The Session Man, coécrite avec Patrick Harrington, paraît en 2004. Il meurt en 2009, à l'âge de soixante-neuf ans, des suites d'un cancer de l'estomac.

## Discographie
- 1965 : Skin Deep / Zoom, Widge and Wag
- 1966 : Teensville / Grotty Drums
- 2000 : Crazy Drums / Crazy Drummer (compilation)